# Fava di Carpino
La fava di Carpino è il nome dato al legume (Vicia faba major - fava) coltivata nel territorio di Carpino (Italia), nel Gargano, in provincia di Foggia.
Le particolari sostanze contenute nei suoli di questa zona la rendono diversa dalla fava tradizionale.

## Caratteristiche
La fava di Carpino, di dimensione medio-piccola, è una delle più apprezzate della regione. È caratterizzata da una fossetta nella parte inferiore, è verde al momento della raccolta e diventa di color sabbia con il tempo.

## Raccolta
La raccolta avviene tra i mesi di giugno e luglio quando le piantine assumono un colore giallastro. Si falciano a mano e si legano in covoni, detti manocchi, che seccano sul campo.
A fine luglio si separano le fave dalla paglia utilizzando un forcone e poi si lanciano in aria per eliminare le particelle più piccole e leggere grazie alla brezza.

## Utilizzo
La sua consistenza morbida le permette di essere utilizzata in vari modi. Generalmente si cuoce su pignatte in terracotta a fuoco lento.

## Tutela
Per la Fava di Carpino è attivo un presidio Slow Food per tutelarne le modalità tradizionali di coltivazione ed incentivarne la produzione.

### Web
- Comune di Carpino, La fava di Carpino, su comunecarpino.it. URL consultato il 7 novembre 2012 (archiviato dall'url originale il 13 settembre 2012).